# Första belägringen av Kruja
Första belägringen av Kruja ägde rum den 14 maj 1450 i staden Kruja i nordöstra Albanien. Slaget stod mellan de osmanska trupperna ledda av sultanen Murad II och de albanska gerillakrigarna under den albanske hövdingen Skanderbeg. I slaget segrade albanerna över osmanerna.
Sultanen hade en armé på 156 000 man och gick till attack mot Skanderbegs armé på 10 000 man i staden Kruja. Efter flera månader lämnade de trötta och utsvultna osmanska trupperna landet med flera tusen döda och svårt skadade bakom sig.